# Tom Florie
Thomas „Tom“ Florie (* 6. September 1897 in Harrison, New Jersey; † 26. April 1966 in North Providence, Rhode Island) war ein US-amerikanischer Fußballspieler. Er nahm mit der Nationalmannschaft seines Landes an den Weltmeisterschaften 1930 und 1934 teil.

## Karriere

### Verein
Florie wurde in New Jersey als Kind italienischer Einwanderer geboren und spielte als Jugendlicher Fußball. Wegen des Dienstes in der Marine während des Ersten Weltkriegs musste er seine Karriere unterbrechen. 1922 unterschrieb Florie einen Vertrag beim Harrison SC in der American Soccer League (ASL). Nach nur drei Spielen für Harrison wechselte er in die West Hudson Amateur League zu American A.A.
1924 kehrte Florie zum Providence FC in die ASL zurück. Dort etablierte er sich schnell als einer der besten Flügelstürmer der Liga. 1928 begann er die Saison bei Providence, bevor er sich den New Bedford Whalers II anschloss. Im Frühjahr 1931 wechselte er zum Fall River FC. Nach der Frühjahrssaison schloss sich das Team mit den New York Yankees zu den New Bedford Whalers III zusammen. 1932 besiegten die Whalers in den Finalspielen um den National Challenge Cup den Stix, Baer and Fuller FC. Florie erzielte in beiden Spielen jeweils ein Tor. Anschließend wechselte Florie zu den Pawtucket Rangers, die in die zweite American Soccer League aufgestiegen waren. Ab 1934 spielte er für den Pawtucket FC, mit dem er 1941 seinen zweiten nationalen Pokal gewann.

### Nationalmannschaft
Florie bestritt von 1925 bis 1934 mit der US-Nationalmannschaft acht Länderspiele, in denen er zwei Tore erzielte. In seinem ersten Länderspiel am 27. Juni 1925 unterlagen die USA mit 0:1 gegen Kanada. Ein Jahr später gelang ihm beim 6:2-Sieg über Kanada sein erstes Länderspieltor. Florie wurde nicht für die Olympischen Spiele 1928 in die Nationalmannschaft berufen, stand aber im Aufgebot der USA bei der ersten FIFA-Weltmeisterschaft 1930 in Uruguay. Florie wurde zum Mannschaftskapitän ernannt und erreichte mit seinem Team das Halbfinale. Sein letztes Länderspiel bestritt er bei der Weltmeisterschaft 1934 in der ersten Runde gegen den Gastgeber und späteren Weltmeister Italien. Er war der letzte im 19. Jahrhundert geborene Spieler, der bei einer Weltmeisterschaft spielte.
1986 wurde Florie posthum in die National Soccer Hall of Fame aufgenommen.